# 사과
| 항목             | 분량   |
| ---------------- | ------ |
| 탄수화물         | 14.6 g |
| 식물성섬유총량   | 1.5 g  |
| 수용성식물성섬유 | 0.3 g  |
| 불용성식물성섬유 | 1.2 g  |

사과(沙果)는 과일로 세계적으로 널리 재배되는 열매 가운데 하나다. 평과(苹果) 또는 빈파(頻婆)라고도 한다. 
사과 열매는 가을에 익는데, 보통 지름이 5~9센티미터다. 극히 드물지만 15센티에 이르기도 한다. 씨앗에는 미량의 사이안화물이 함유되어 있다. 샐러드, 주스, 파이, 커리 등의 재료로 쓰인다.

## 역사
사과나무의 원산지는 발칸반도로 알려져 있으며 B.C. 20세기 경의 스위스 토굴 주거지에서 탄화된 사과가 발굴된 것으로 보아 서양사과는 4,000년 이상의 재배 역사를 가진 것으로 추정된다. 그리스 시대에는 재배종, 야생종을 구분한 기록이 있고 접목 번식법이 이미 소개 되어 있을 정도로 재배 기술이 진보되었다. 로마시대에는 Malus 또는 Malum이란 명칭으로 재배가 성향하였고 그 후 16-17세기에 걸쳐 유럽 각지에 전파되었다. 17세기에는 미국에 전파되었고 20세기에는 칠레 등 남미 각국에 전파되었다.
한국에서는 예로부터 재래종인 능금나무(Malus asiatica)를 재배했다. 가장 오래된 기록으로  《계림유사》(12세기)에 ‘林樆은 (고려말로) 悶子訃라 한다(林樆曰 悶子訃)’는 언급이 있고, 《고려도경》(1123)에는 고려에 來檎이 자란다고 기록하고 있다. 여기서 임금(林樆)과 내금(來檎)이 능금과 사과 중 어떤 것을 가리키는 말인지는 확실하지 않다. 조선 숙종 때 쓰여진 홍만선의 《산림경제》(18세기 초)에는 사과(楂果)와 임금(林檎)의 재배법이 각각 실려 있다.
1884년 무렵에는 선교사들이 서양 품종을 들여와 관상수로 심었다. 대구·경북 지방의 사과의 경우는 1899년 선교사로 왔던 우드브릿지 존슨이 대구에 있는 그의 사택에 심은 72그루의 사과나무로부터 널리 퍼졌다.

## 이름과 어원
‘사과’의 옛 형태가 남은 기록 중 가장 오래된 것은 언해두창집요(1601)의 ‘ᄉᆞ과’이다.(“ᄉᆞ과ᄅᆞᆯ 겁질 ᄡᅵ 조ᄎᆞᆫ 재 검게 ᄉᆞ라 ᄀᆞᄅᆞ ᄆᆡᇰᄀᆞ라 사당믈예 플어 머기라”) 이 단어가 《훈몽자회》(1527)에서는 사과(沙果), 《산림경제》(18세기 초)에서는 사과(楂果)로 차자 표기되었다. 19세기까지는 능금나무(Malus asiatica)와 사과나무를 따로 구분하지 않고 크기 등의 차이로만 구분해서 불렀으나, 20세기 초 능금나무가 다른 종으로 분류된 뒤에 ‘사과’라는 단어는 Malus domestica를 부르는 말로 정착하였다.
학명 말루스 도메스티카(Malus domestica)는 라틴어로 ‘친숙한 사과’란 뜻이다. 사과라는 뜻의 ‘말루스(malus)’는 악을 뜻하는 ‘말룸(malum)’과 비슷하여 기독교 문화권에서 전통적으로 선악과로 표현된다. (#상징 참고.) 하지만 ‘말루스(malus)’는 사과를 뜻하는 고대 그리스어 ‘멜론(μῆλον)’에서 온 것으로 ‘말룸(malum)’과는 어원이 다르다. ‘멜론(μῆλον)’은 멜론의 어원이 되기도 했다.

## 품종
세계적으로 재배되고 있는 품종은 700여 종이 되지만, 대한민국에서 유실수로 재배되고 있는 품종은 10여 종이다. 사과의 품종은 수확기에 따라 조생종·중생종·만생종으로 나뉘고, 색깔에 따라 홍색사과·황색사과·녹색사과로 구분한다. 현재 널리 재배되고 있는 품종에는 스타킹·골든딜리셔스·축 등이 있고, 근래에는 조나골드·부사 등이 있다. 대한민국에서는 홍옥이 오랫동안 재배되었으나 현재는 적은 수가 재배되고 있다.

## 재배
19세기 초까지는 영국이 세계 최대 생산국이었으나 19세기 말에 들어서는 미국에서 육종이 성행하여 최대의 생산국이 되었으며 한때 러시아가 세계 최대 생산국이었다가 2014년에는 중국이 전세계 생산량의 48%를 차지해서 최대였다. 미국, 터키, 폴란드, 이탈리아 등이 뒤를 잇고있다.

### 대한민국
대한민국에서 사과 재배지로 유명한 곳은 경상북도 북부지방  청송군, 안동시, 영양군 등이다. 최근, 지구온난화의 영향으로 강원도 인근 지역에서도 사과가 재배되고 있다.  

### 조선민주주의인민공화국
조선민주주의인민공화국의 경우, 대한민국과 달리 재배하는데 어느 정도 충분히 가능하나, 북한의 무분별한 벌목 행위로 인해 식재량 감소 현상이 계속되는 경우가 있어, 백두산을 중심으로 하는 개마고원 일대나 유역에서는 여름에도 겨울 같은 기후라 재배할 수 있는 능률이 극히 드물다. 

### 일본
일본의 경우 주로 도쿄도 이북의 도호쿠 지방이나 홋카이도, 서일본의 내륙부 고산 지대에서 집중적으로 재배할 수 있다. 일본 내 최대 사과 생산지는 아오모리현이다.

### 인도
인도의 경우, 사과를 딜리셔스 스타킹이라는 별명으로 부르고 있으며 기후가 다양하여 사과 또한 재배면적이 넓다.

## 건강효과
알칼리성 식품으로, 칼로리가 적고 몸에 좋은 성분이 많이 들어있다. 식이섬유는 혈관에 쌓이는 유해 콜레스톨을 몸밖으로 내보내고 유익한 콜레스테롤을 증가시켜 동맥경화를 예방해 준다. 또한 칼륨은 몸속의 염분을 배출시켜 고혈압 예방과 치료에 도움을 준다.
한국과수농협연합회에 따르면, 사과와 배를 즐겨 먹는 사람은 뇌졸중 발생위험이 줄어든다. 아침사과는 보약이라는 말이 있을 정도로 다른 과육에 비해 탄수화물과 비타민C, 무기염류가 풍부하며 단백질과 지방이 비교적 적다.
사과씨에는 생명의 위협을 주는 극소량의 청산가리가 들어있는 것으로 알려져 있다.
유방암, 대장암 예방에 도움이 된다.
사과에 들어있는 펙틴은 대장암을 예방하는 유이관 지방산을 증가시키고 붉은색 사과에 풍부한 폴리페놀 성분은 대장 내에 머무는 동안 장 내의 항암물질 생산을 해서 유방암 예방을 돕는다.
사과는 노화를 방지하며 하얗고 뽀얀 피부를 만들어주는 성분인 폴리페놀 성분을 많이 함유하고 있다. 영국 식품연구소 연구팀이 폴리페놀 성분을 따로 추출할 수 없는 과일인 사과, 복숭아, 천도복숭아를 분석한 결과 폴리패놀 성분을 추출할 수 있는 포도 같은 과일보다 최고 5배까지 더 많은 폴리페놀을 함유하고 있다는 것을 발견했다.

## 주요 국가별 생산량

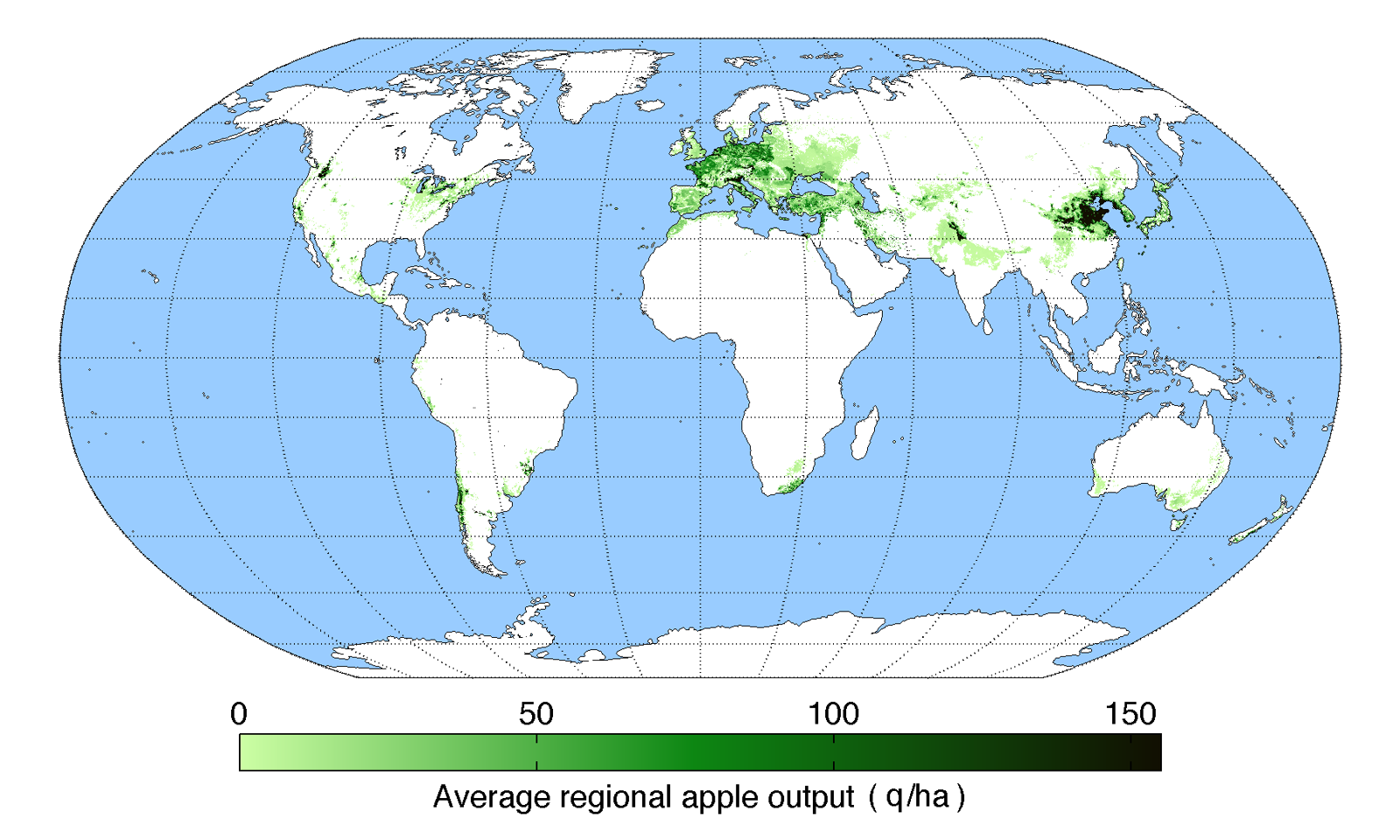
세계 사과 생산지 분포도

100만톤 이상 사과를 생산한 국가와 그 생산량은 다음과 같다. (2008년 기준, 사과 생산 국가의 목록 참고)
| 순위 | 국가/지역  | 사과 생산량 (톤) |
| ---- | ---------- | ---------------- |
| 1    | 중국       | 29,851,163       |
| 2    | 미국       | 4,358,710        |
| 3    | 폴란드     | 2,830,870        |
| 4    | 이란       | 2,718,775        |
| 5    | 튀르키예   | 2,504,490        |
| 6    | 이탈리아   | 2,208,227        |
| 7    | 인도       | 1,985,000        |
| 8    | 프랑스     | 1,940,200        |
| 9    | 러시아     | 1,467,000        |
| 10   | 칠레       | 1,370,000        |
| 11   | 아르헨티나 | 1,300,000        |
| 12   | 브라질     | 1,124,155        |
| 13   | 독일       | 1,046,995        |

자료 출처 - 국제연합식량농업기구 2008년 통계

## 상징
사과는 많은 종교적 전통에서 언급되는데 신비적이고 금지된 과일(금단의 열매)로 특히 여겨진다. 창세기에는 금지된 과일이 무엇인지 명확히 나와있지 않았는데도 보통 유럽의 기독교 전통에서는 이브가 아담을 유혹하여 함께 나누어 먹은 과일이 사과라고 생각하고 있다. 결과적으로 아담과 이브의 이야기에서 사과는 유혹, 죄에 빠짐, 죄 그 자체의 상징이 되었다. 라틴어에서 사과와 악을 뜻하는 단어는 비슷하다.(사과는 "malus", 악은 "malum"). 이것이 사과를 성경적으로 금지된 과일로 해석하게 된 이유인 듯하다. 사람의 목에 있는 후두는 영어로 "Adam's apple"이라고 불리는데 이것은 아담의 목에 걸려 있는 금지된 과일로 인한 것이라는 관념에서 나온 것이다. 중세의 성직자들은 사과의 유혹적인 빛깔, 양면성을 지닌 맛(달콤하고 신), 여성을 암시하는 중심의 생김새, 그리고 무엇보다도 사과를 가로로 잘랐을 때 중심의 별의 모양이 바로 금단의 선악과나무에서 자랐을 열매임을 나타내는 표식이라고 해석하였다.
지금의 이탈리아와 오스트리아가 접하는 국경을 기준으로 그 북쪽의 유럽에서는 포도가 잘 자라지 못하는 기후로 인하여, 사과를 숭배하였다. 그래서 그곳의 성직자들, 드루이드교의 사제들은 의식을 거행할 때 포도주 대신에 사과주를 이용했으리라 생각된다. 이들은 심지어 천국을 아발론(Avalon) 즉 사과의 섬이라고 부르면서 그곳엔 사과 착즙기 같은 것도 있을 것이라고 믿기도 했다. 켈트족은 자신들의 신앙인 드루이드교와 기독교를 합하여 기독교의 한 분파인 켈트 기독교를 만들어냈다. 이들은 4세기 경에 이르면서 로마 가톨릭과 심각하게 대립하는 관계가 되었다. 470년경, 로마 가톨릭은 켈트 기독교의 그 성스러운 과일을 선악과의 전형으로 삼기 시작한다.

## 사진

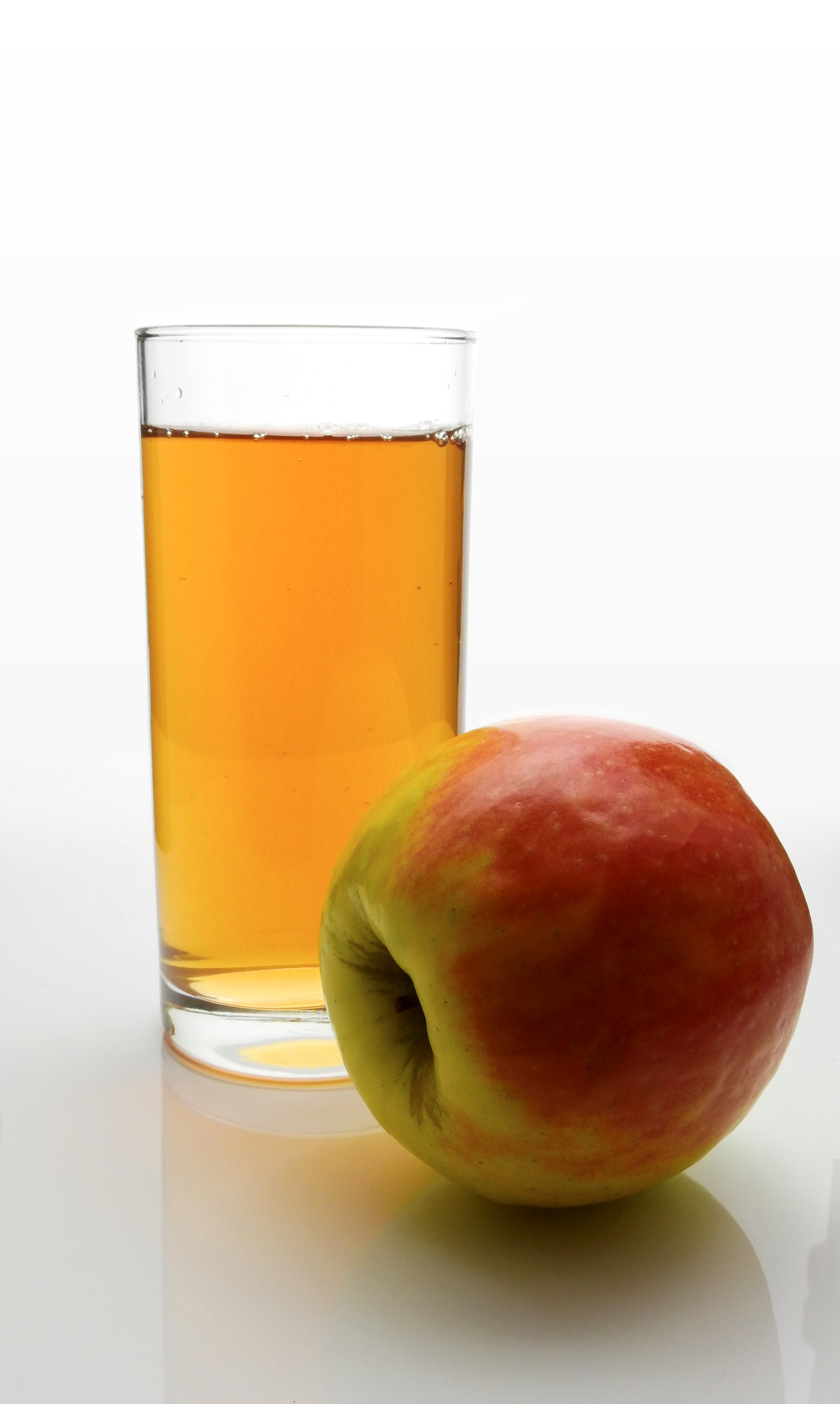
사과주스

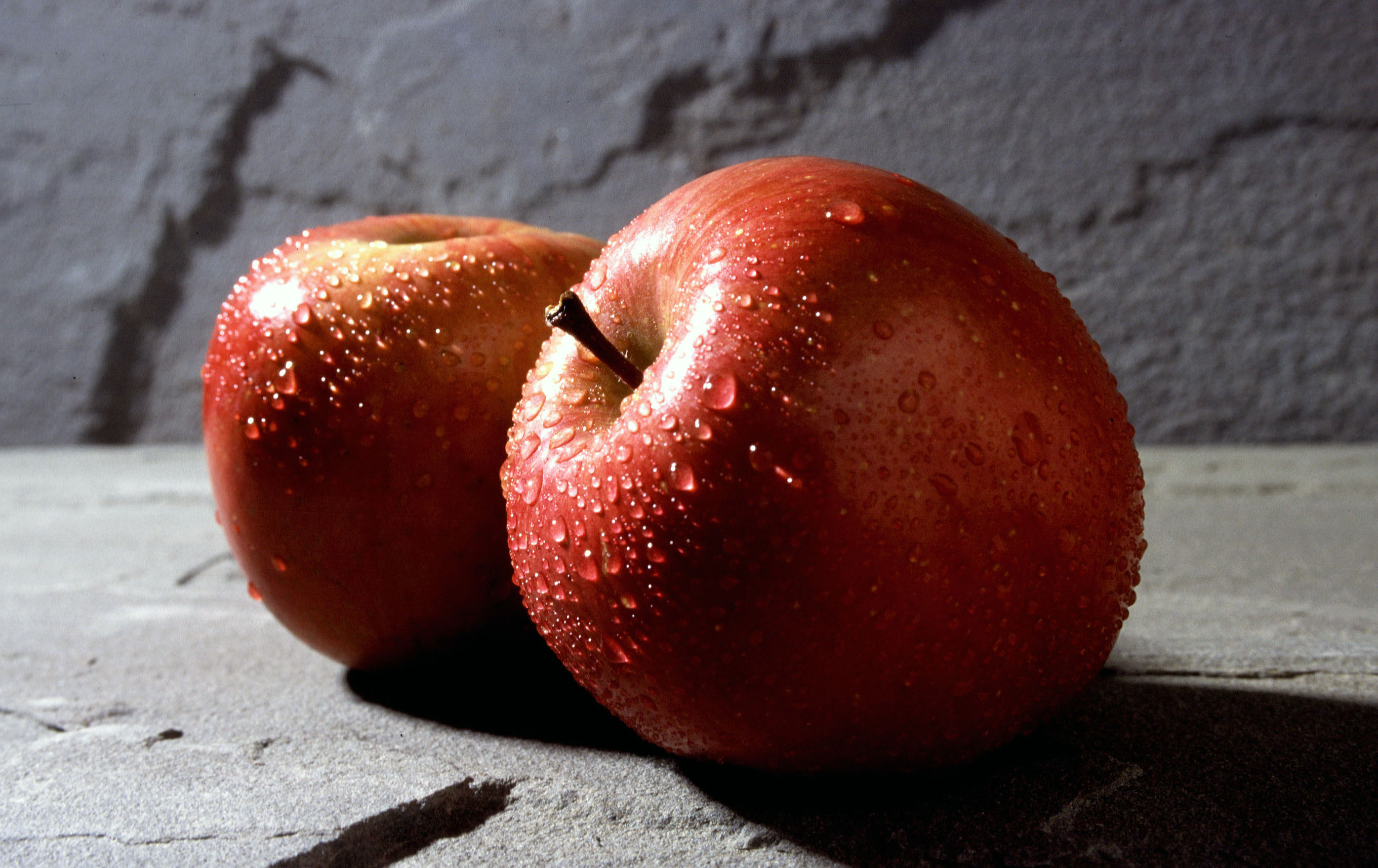
부사
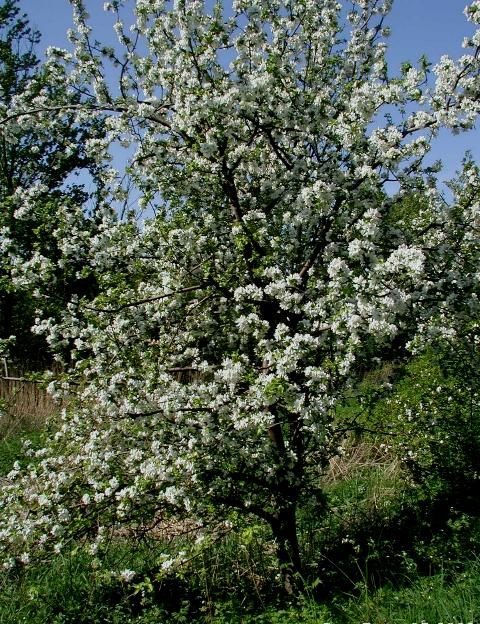
사과나무
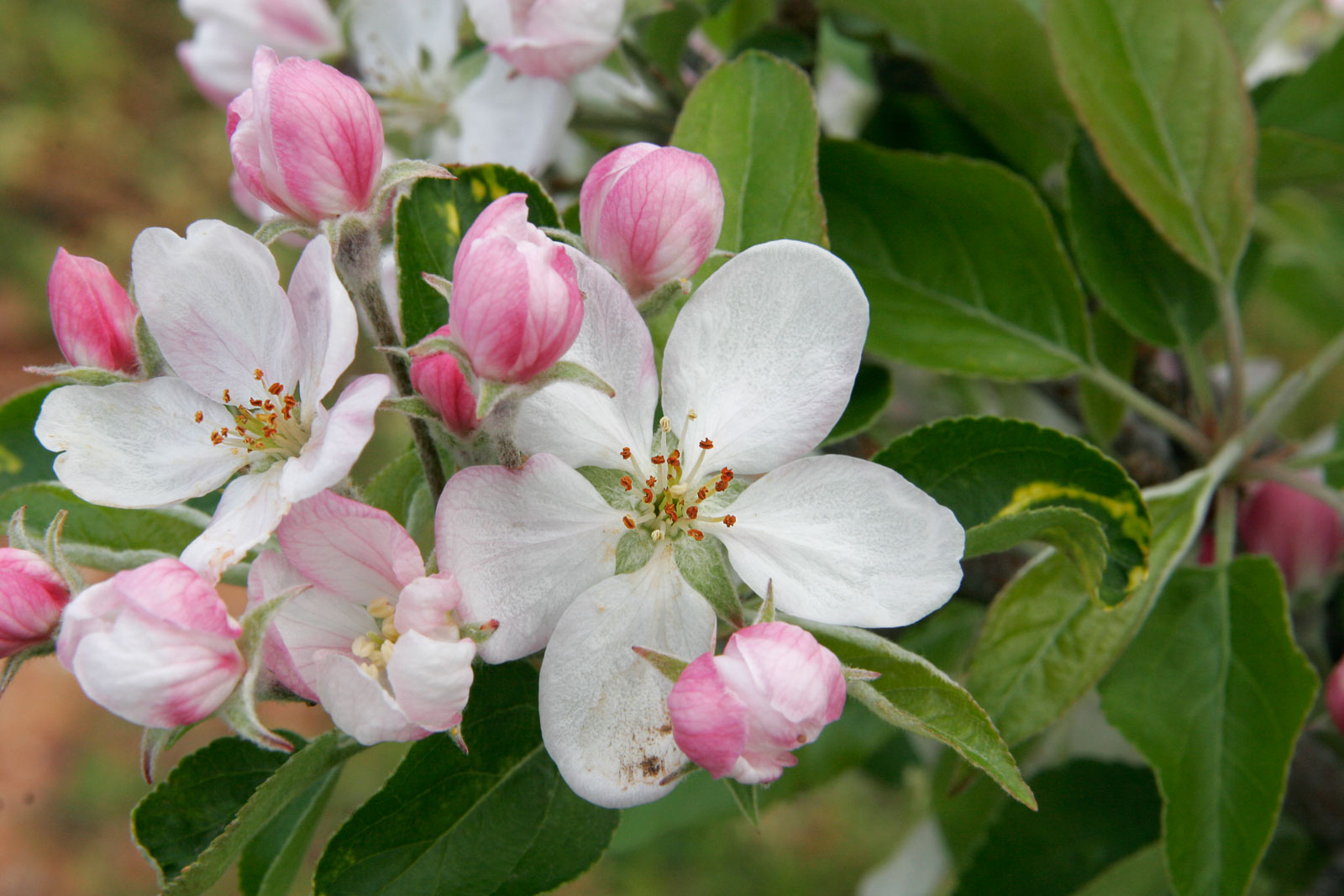
사과꽃
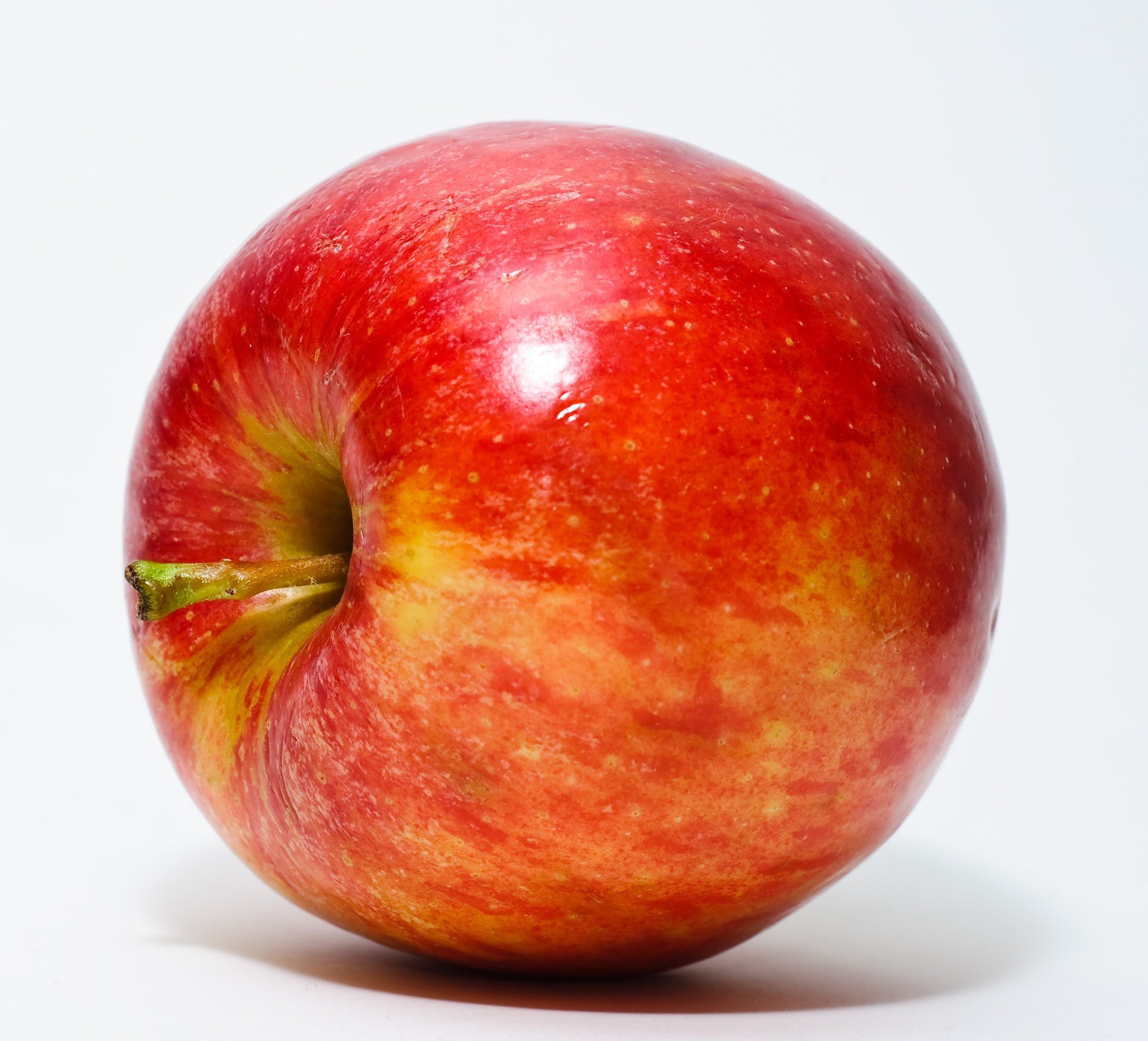
빨간 사과

## 씨
장미과 사과나무속에 속하는 사과 씨는 섭취하지 않는 편이 좋은 것으로 알려져 있다. 사과 씨에는 섭취시 드물지만 아미그달린이라는 성분에 노출된다면 유해한 작용을 일으키는 것으로 보고된 바 있다.  장미과 벚나무속에 속하는 매실, 살구, 복숭아, 아몬드처럼 섭취시 주의를 요하는 과일의 씨로 알려져 있다. 한편 석류, 수박, 포도의 씨들처럼 영양성분을 갖는 종들하고는 이러한 맥락에서 비교될 수 있다.

## 같이 보기
- 사과 요리 목록
- 말루스 시에베르시
- 부사 (사과)

## 참고 자료
- 이 문서에는 다음커뮤니케이션(현 카카오)에서 GFDL 또는 CC-SA 라이선스로 배포한 글로벌 세계대백과사전의 "사과" 항목을 기초로 작성된 글이 포함되어 있습니다.